# Palmer-Archipel
Der Palmer-Archipel (auch bekannt als Antarctic Archipelago, Archipiélago Palmer, Antarktiske Arkipel und Palmer-Inseln) ist ein Archipel aus in der Mehrzahl unzugänglichen Inseln vor der Davis- und der Danco-Küste der Antarktischen Halbinsel. Die Kette von mindestens 50 benannten Inseln erstreckt sich über etwa 250 km von Tower Island im Nordosten bis zur Brabant-, Anvers- und Wiencke-Insel im Südwesten. Die größte Insel Anvers umfasst 2432 km²; die meisten der Inseln sind nicht größer als 10 km². Die Gerlache-Straße und die Orléans-Straße trennen die Inselgruppe von der Antarktischen Halbinsel, die Bismarck-Straße liegt zwischen ihr und dem Wilhelm-Archipel.

## Geschichte
Der US-amerikanische Robbenjäger Nathaniel Palmer sichtete am 17. November 1820 den nördlichen Teil des Archipels und die Nordküste der Trinity-Halbinsel. Der britische Seefahrer Henry Foster benannte 1829 diesen Teil des Archipels und die den nördlichen Abschnitt der Danco-Küste als Prince William’s Land nach dem englischen Thronfolger William, Duke of Clarence and St. Andrews. Sowohl Palmer als auch Foster war die Natur des Objekts nicht bewusst. Erst der deutsche Polarforscher Eduard Dallmann identifizierte die von Palmer und Foster gesichteten Landmassen während seiner Antarktisfahrt (1873–1874) als Archipel. Der belgische Polarforscher Adrien de Gerlache de Gomery erkundete ihn während der Belgica-Expedition (1897–1899) und benannte ihn nach Palmer.

## Forschungsstation im Palmer-Archipel
Die Palmer-Station ist eine dauerhafte Antarktis-Station der USA auf der Anvers-Insel. Die chilenische Yelcho-Station befindet sich auf der Doumer-Insel südlich der Anvers-Insel. Auf der kleinen Goudier-Insel vor der Küste der Wiencke-Insel und auf der Wiencke-Insel am Jougla Point betrieb das Vereinigte Königreich von 1944 bis 1962 die Forschungsstation Port Lockroy, deren inzwischen als Museum umfunktionierten Gebäude heute von Kreuzfahrtschiffen angelaufen werden und im antarktischen Sommer ein vom British Antarctic Heritage Trust betriebenes Postamt beherbergen. Die Mitarbeiter der Stiftung leisten nebenbei Forschungsarbeiten, indem sie beispielsweise die Pinguine in jeder Brutsaison mehrfach zählen.